# Waltham (Massachusetts)
Pour les articles homonymes, voir Waltham.
La ville de Waltham se trouve dans le Massachusetts, dans le comté de Middlesex. Au recensement de 2020, la ville avait une population totale de 65 218 habitants. Elle se trouve à 16 km à l'ouest de Boston, sur le cours de la Charles qui se jette dans l'Atlantique entre Boston et Cambridge. Waltham est partiellement encerclée par l'autoroute Massachusetts State Highway 128.
Waltham abrite la Brandeis University et le Bentley College. On l'appelle la « Cité de la montre » par sa longue association avec l'industrie horlogère, à cause de la fameuse Waltham Watch Company qui a ouvert son usine à Waltham en 1854 (aussi appelée « American Waltham Watch Company », abrégée « AWWCo Inc »), qui a été un des pionniers de la révolution industrielle. Elle fut la première manufacture horlogère à produire des montres sur une ligne d'assemblage. Waltham remporta la médaille d'or du premier concours international de précision horlogère qui eut lieu en 1876 lors de la Centennial Exposition de Philadelphie. Plus de 40 millions de montres, pendules, horloges et autres instruments de précisions ont été produits par la « Waltham Watch Company » jusqu'à la fermeture définitive de la société en 1957. Vous pouvez obtenir des informations concernant votre montre Waltham antique en activant un moteur de recherche par son numéro individuel de série, à Waltham Memorial: serial numbers .

## Histoire
Waltham a été colonisée dès 1634 et a été officiellement incorporée en 1738. La Société mutuelle l'Assomption, l'ancêtre d'Assomption Vie, est fondée en 1903 à Waltham ; elle comptait 58 succursales dont 38 en Acadie, permettant aux Acadiens de se réunir régulièrement. En effet, outre son aspect commercial, elle permettait le ralliement de la population, la promotion de l'éducation, la protection de la religion catholique, de la langue française et de la culture acadienne. Le siège social de l'entreprise est désormais situé à Moncton, au Nouveau-Brunswick.

## Géographie
Waltham se trouve à 42°22'50" Nord, 71°14'6" Ouest (42,380596, -71,235005)1.
La cité s'est développée au long des deux berges du fleuve Charles River avec plusieurs chutes d'eau qui ont facilité son activité industrielle précoce. 
Selon le Bureau Fédéral des Statistiques, la ville de Waltham a une superficie de 35,2 km² (13,6 mi²), dont 32,9 km² (12,7 mi²) de terres et 2,4 km² (0,9 mi²) d'eau, soit 6,69 % du total.

## Données démographiques
En 2000, Waltham était peuplée de 59 226 personnes, 23 207 ménages, soit 12,462 familles. La densité de population est de 1 800,6/km² (4 663,4/mi²). 
Des 23 207 ménages, 20,3 % ont des enfants de moins de 18 ans. 41,3 % sont des couples mariés et 34,2 % des célibataires. Nous trouvons 15,5 % des personnes âgées de moins de 18 ans, 16,8 % de 18 à 24 ans, 34,4 de 25 à 44 ans, 20,2 % de 45 à 64 ans, et 13,1 % de 65 ans ou plus. La médiane d'âge est de 34 ans. Pour 100 femmes se trouvent 97,2 hommes. Pour 100 femmes de plus de 18 ans on trouve 95,6 hommes.
Le revenu moyen d'un ménage est de $54 010, celui d'une famille de $64 595. Les hommes ont un revenu moyen de $42 324 pour $33 931 pour les femmes. Le revenu par tête est de $26 364. 7,0 % de la population et 3,6 % des familles sont en dessous du seuil de pauvreté, dont 4,8 % de moins de 18 ans et 8,4 % de 65 ans ou plus.

## Culture
La chanson C.B. Buddie du groupe 1755 mentionne Waltham.

## Personnalités
- Keith Aucoin, joueur de hockey.
- Paul Moody (1779-1831), inventeur de machines pour l'industrie textile.
- Edward Perry Warren: collectionneur d’œuvre d'art et en particulier de la Coupe Warren actuellement  au British Museum.